# Fachvereinigung Krankenhaustechnik

Logo

Die Fachvereinigung Krankenhaustechnik e. V. (Kurzform FKT) ist ein eingetragener Verein in Deutschland, der zur Zusammenarbeit des leitenden technischen Personals aller bundesdeutschen Krankenhäuser beitragen will. Daraus resultieren die beiden Ziele, dem Austausch praktischer Erfahrungen eine Plattform zu geben und die Aus- und Weiterbildung in fachlicher Hinsicht zu fördern.
Die FKT wurde 1974 in Hannover gegründet und umfasst heute 1.600 Mitglieder. Die Geschäftsstelle befindet sich  mittlerweile in Unna. Die FKT gehört der International Federation of Hospital Engineering  (IFHE)  und der Europäischen Vereinigung der Krankenhausdirektoren an.

## Gliederung
Die FKT ist föderalistisch gegliedert und gliedert sich in Landesgruppen auf, die teilweise in Regionalgruppen unterteilt sind; so existieren z. B. in Nordrhein-Westfalen die Regionalgruppen NRW-Süd, NRW-West und NRW-Mitte sowie Ostwestfalen-Lippe. Zu speziellen Themen existieren Projektgruppen und Referate, die eigens dafür gegründet worden sind.
Alle Organisationsstrukturen der FKT basieren auf demokratischen Abläufen. Der Vorsitzende einer Regionalgruppe der FKT wird demokratisch von allen Mitgliedern der jeweiligen Regionalgruppe gewählt.

## Veranstaltungen
Die FKT richtet einmal jährlich eine Bundesfachtagung aus, die allen Mitgliedern der FKT offensteht. Außerdem werden vom Bundesverband Veranstaltungen auf der MEDICA in Düsseldorf gestaltet. Auf regionaler Ebene richten die jeweiligen Regionalverbände an verschiedenen Terminen eigene Landesfachtagungen aus, die von den regionalen Mitgliedern der jeweiligen Regionalgruppen besucht werden können.
Bei den Fachtagungen werden außen von den Krankenhaustechnikern, die aus ihrem Tätigkeitsbereich referieren, auch von Wissenschaftlern und Unternehmen Vorträge gehalten, die über die neuesten wissenschaftlichen Fortschritte, Vorschriften und Gesetze sowie technische Innovationen informieren.